# Okręg wyborczy nr 81 do Sejmu Polskiej Rzeczypospolitej Ludowej (1989–1991)
Okręg wyborczy nr 81 do Sejmu Polskiej Rzeczypospolitej Ludowej (1989–1991) obejmował Radom oraz gminy Chlewiska, Chotcza, Ciepielów, Gózd, Iłża, Jastrząb, Jastrzębia, Jedlińsk, Jedlnia-Letnisko, Kazanów, Kowala, Lipsko, Mirów, Orońsko, Policzna, Przyłęk, Przytyk, Rzeczniów, Sienno, Skaryszew, Solec nad Wisłą, Szydłowiec, Tczów, Wierzbica, Wolanów, Zakrzew i Zwoleń (województwo radomskie). W ówczesnym kształcie został utworzony w 1989. Wybieranych było w nim 5 posłów w systemie większościowym.
Siedzibą okręgowej komisji wyborczej był Radom.

## Wybory parlamentarne 1989

### Mandat nr 313 –Polska Zjednoczona Partia Robotnicza
| Kandydat | I tura | I tura | II tura | II tura |
| Kandydat | Głosów | %      | Głosów  | %       |
| --- | ------ | ------ | ------- | ------- |
| Danuta Grabowska                                                                                                | 17 339 | 11,92  | 35 907  | 34,62   |
| Regina Pawłowska                                                                                                | 13 648 | 9,38   | 25 161  | 24,26   |
| Spiridion Kutyła                                                                                                | 12 464 | 8,57   | —       | —       |
| Jerzy Dumiński                                                                                                  | 7250   | 4,98   | —       | —       |
| Marian Cholewa                                                                                                  | 6362   | 4,37   | —       | —       |
| Kazimierz Napieraj                                                                                              | 5824   | 4,00   | —       | —       |
| Andrzej Korbecki                                                                                                | 5813   | 4,00   | —       | —       |
| Eugeniusz Jędrzejewski                                                                                          | 4487   | 3,08   | —       | —       |
| Liczba głosów ważnych: 145 454 (I tura) • 103 725 (II tura) Źródło: Państwowa Komisja Wyborcza I tura i II tura |        |        |         |         |

### Mandat nr 314 –Polska Zjednoczona Partia Robotnicza
| Kandydat | I tura | I tura | II tura | II tura |
| Kandydat | Głosów | %      | Głosów  | %       |
| --- | ------ | ------ | ------- | ------- |
| Andrzej Burski                                                                                                  | 15 535 | 10,83  | 37 189  | 35,72   |
| Czesław Barański                                                                                                | 9390   | 6,55   | 26 335  | 25,30   |
| Tadeusz Ziętek                                                                                                  | 8948   | 6,24   | —       | —       |
| Antoni Pluciński                                                                                                | 7541   | 5,26   | —       | —       |
| Zbigniew Dunowski                                                                                               | 5271   | 3,67   | —       | —       |
| Zygmunt Nita | 5114   | 3,56   | —       | —       |
| Wacław Sierant                                                                                                  | 4931   | 3,44   | —       | —       |
| Eugeniusz Iwańczyk-Wiślicz                                                                                      | 3889   | 2,71   | —       | —       |
| Irmina Rękawek                                                                                                  | 3789   | 2,64   | —       | —       |
| Jerzy Minuczyc                                                                                                  | 3613   | 2,52   | —       | —       |
| Aleksander Socha                                                                                                | 3406   | 2,37   | —       | —       |
| Liczba głosów ważnych: 143 458 (I tura) • 104 105 (II tura) Źródło: Państwowa Komisja Wyborcza I tura i II tura |        |        |         |         |

### Mandat nr 315 –Zjednoczone Stronnictwo Ludowe
| Kandydat | I tura | I tura | II tura | II tura |
| Kandydat | Głosów | %      | Głosów  | %       |
| --- | ------ | ------ | ------- | ------- |
| Adam Zimnicki                                                                                                   | 13 863 | 9,27   | 28 235  | 27,24   |
| Józef Chebdowski                                                                                                | 12 993 | 8,69   | 28 099  | 27,11   |
| Stefan Majka | 12 160 | 8,13   | —       | —       |
| Janusz Chróst                                                                                                   | 9882   | 6,61   | —       | —       |
| Bolesław Machnio                                                                                                | 9591   | 6,41   | —       | —       |
| Wincenty Figurski                                                                                               | 7729   | 5,17   | —       | —       |
| Liczba głosów ważnych: 149 573 (I tura) • 103 654 (II tura) Źródło: Państwowa Komisja Wyborcza I tura i II tura |        |        |         |         |

### Mandat nr 316 –Stronnictwo Demokratyczne
| Kandydat | I tura | I tura | II tura | II tura |
| Kandydat | Głosów | %      | Głosów  | %       |
| --- | ------ | ------ | ------- | ------- |
| Zofia Ratuszyńska                                                                                               | 25 481 | 16,66  | 28 562  | 27,43   |
| Marian Popis | 19 914 | 13,02  | 36 303  | 34,87   |
| Kazimierz Staszałek                                                                                             | 15 673 | 10,25  | —       | —       |
| Grzegorz Kiedrowicz                                                                                             | 13 194 | 8,63   | —       | —       |
| Liczba głosów ważnych: 152 905 (I tura) • 104 112 (II tura) Źródło: Państwowa Komisja Wyborcza I tura i II tura |        |        |         |         |

### Mandat nr 317 – bezpartyjny
| Kandydat                                                          | Głosów  | %     |
| ----------------------------------------------------------------- | ------- | ----- |
| Jan Łopuszański                                                   | 113 986 | 73,24 |
| Maria Ćwierz                                                      | 13 382  | 8,60  |
| Tadeusz Osiński                                                   | 6864    | 4,41  |
| Alicja Lenc                                                       | 6736    | 4,33  |
| Karol Łyżwa                                                       | 3840    | 2,47  |
| Liczba głosów ważnych: 155 625 Źródło: Państwowa Komisja Wyborcza |         |       |